# Képzőművészek Új Társasága
A Képzőművészek Új Társasága (KUT vagy KÚT) magyar művészcsoport, amely a modern képzőművészeti irányzatok híve volt, a Nyolcak utódja, 1924-től 1949-ig működött.

## Működése
1924-ben alakult és 1949-ig működött a magyar művészcsoport. A Nyolcak örökösének vallották magukat. A modern képzőművészeti irányzatok hívei voltak, egy ideig törekvéseik a francia posztimpresszionista, kubista és a német expresszionista irányzatokhoz álltak közel. A KÚT első elnöke Márffy Ödön volt, utána sorban valamennyi kiváló festő vállalt elnöki munkát, ezen a poszton váltógazdálkodás folyt. Kút, majd Új szín címmel folyóiratuk Rózsa Miklós (művészeti író) szerkesztésében 1926–27-ben jelent meg, 11 számot ért meg, továbbiakban a gazdasági nehézségek miatt szüneteltetni kellett.
Első bemutatkozó kiállításukat 1924 májusában rendezték az Ernst Múzeumban, továbbra is minden évben kiállítottak  a Nemzeti Szalonban vagy a Műcsarnokban. A művészcsoport tagjainak száma az 1930-as években 80 körül volt, a csoport munkásságát pártoló tagok száma 40 körüli. Nagyon fontos megjegyezni, hogy sem ez, sem más művészcsoportok nem voltak hermetikusan zártak, kiállításukra gyakran hívtak csoporton kívülieket, vagy alkalmanként ők is csatlakoztak más kiállításokhoz. A nagybányai művésztelepen már kialakult ennek a toleranciának a gyakorlata, ösztönösen vitték tovább a gyakorlatot, ahogyan Nagybányán lehetett iskolán belül és kívül is dolgozni, ugyanígy egy-egy művészcsoporton belül is ez volt a helyzet, hiszen a cél csak annyi volt, hogy a modern képzőművészet hívei összejöjjenek. A KUT az École de Paris egyik szárnyának tekinthető, éppen francia szellemiségük miatt támadták is őket a magyar kortársak.
A KÚT 1927-ben osztott először díjakat, díjazási gyakorlatukat mindvégig fenntartották, díjaikat esetenkénti adományokból fedezték.

## Tagjai és kiállító művészei
| - Adámi Sándor - Ámos Imre - Bartha László - Beck András - Berény Róbert - Bernáth Aurél - Bornemisza Géza - Czóbel Béla - Dési Huber István - Egry József - Ferenczy Noémi - Gadányi Jenő - Gergely Tibor - Gráber Margit - Hincz Gyula | - Kádár Béla - Kernstok Károly - Kozma Lajos - Márffy Ödön - Medgyessy Ferenc - Paizs Goebel Jenő - Pátzay Pál - Perlrott-Csaba Vilmos - Rippl-Rónai József - Rózsa Miklós (művészeti író) - Szabados Jenő - Szandai Sándor - Szőnyi István - Tornyai János - Vaszary János |

## Galéria

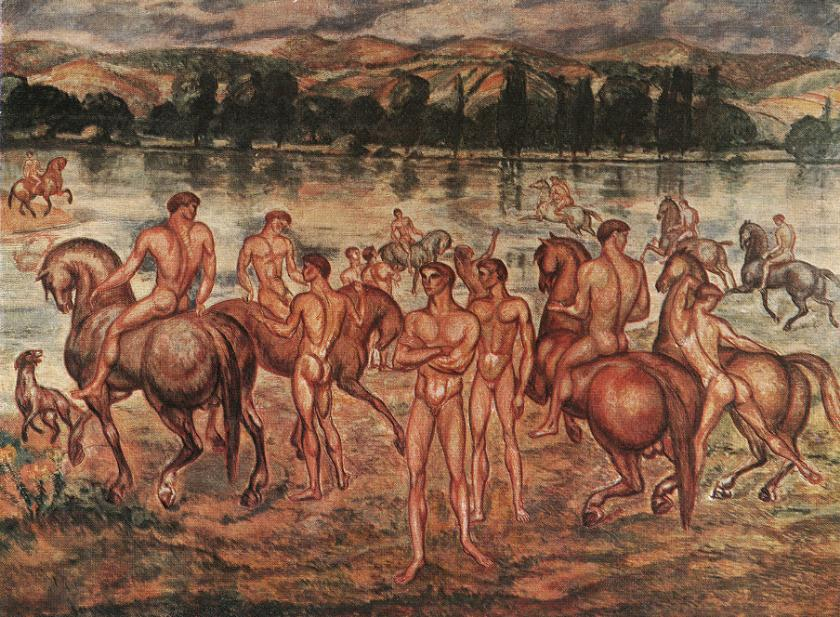
Kernstok Károly: Lovasok a víz partján (1910)
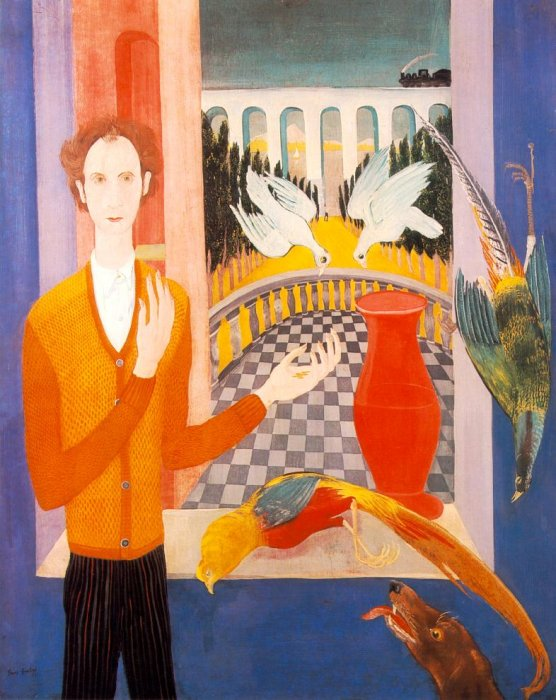
Paizs Goebel Jenő Aranykor : Önarckép (1931)
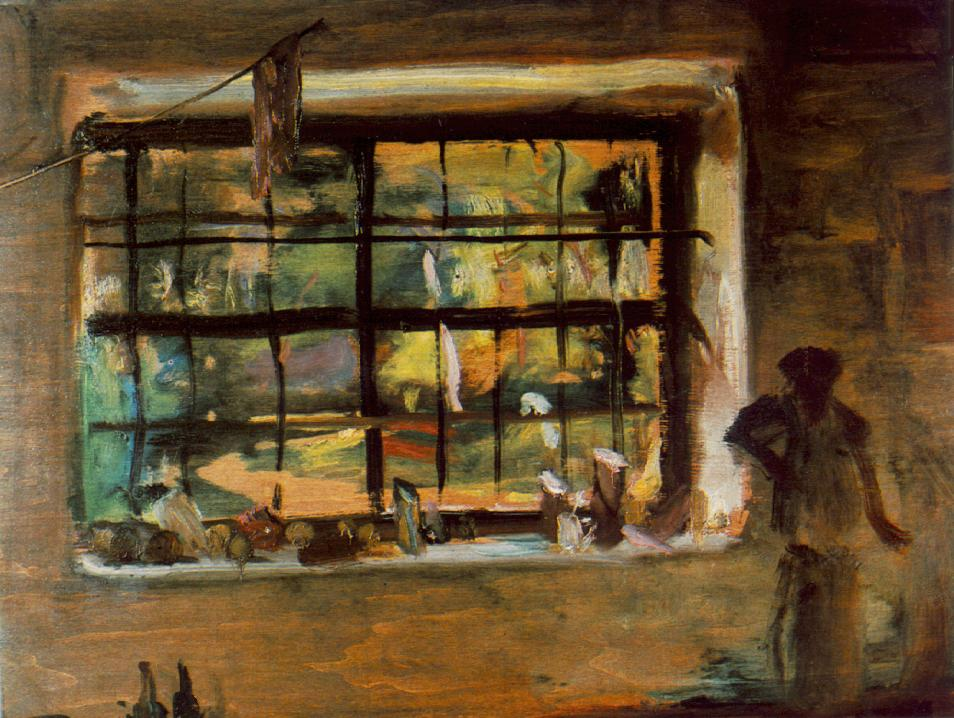
Tornyai János: A műterem ablaka (1934)
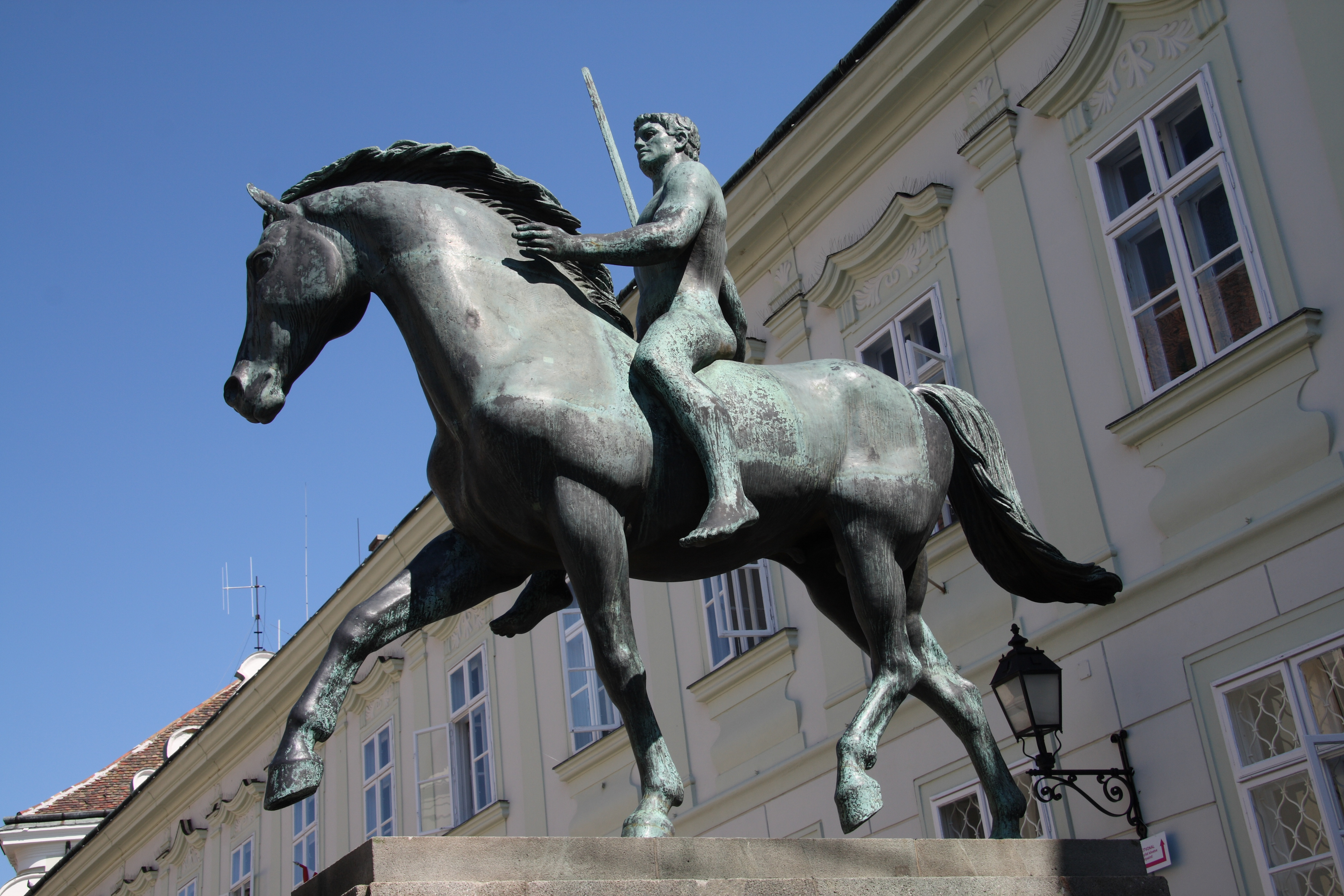
Pátzay Pál: Tízes huszárok emlékműve (Székesfehérvár, 1939)

## Külső hivatkozások
Képzőművészek Új Társasága